# 羅基特內 (赫梅利尼茨基州)
49°57′17″N 26°38′24″E / 49.95472°N 26.64000°E
羅基特涅（烏克蘭語：Рокитне），是烏克蘭西部的村莊，隸屬赫梅利尼茨基州的舍佩蒂夫卡區。該村始建於1732年，面積0.42平方公里，海拔高度280米，2001年人口52，人口密度每平方公里122.6人。